# 程昊
程昊（1442年—？），字時亨，直隸徽州府祁門縣人，軍籍，明朝政治人物。

## 生平
成化十九年（1483年）癸卯科應天府鄉試第八十二名舉人。成化二十三年（1487年）中式丁未科會試第九名，二甲第二十三名進士。

## 家族
曾祖程景華；祖父程顯，左縣吏 封奉政大夫□正府尹；父程貫，母胡氏；繼母謝氏。具庆下。弟旻。